# Aston Villa Football Club 2014-2015
Questa pagina raccoglie i dati riguardanti l'Aston Villa Football Club nelle competizioni ufficiali della stagione 2014-2015.

## Rosa
Rosa aggiornata al 10 gennaio 2015.
| N. |                        | Ruolo | Calciatore           |
| -- | ---------------------- | ----- | -------------------- |
| 1  | Stati Uniti (bandiera) | P     | Brad Guzan           |
| 2  | Inghilterra (bandiera) | D     | Nathan Baker         |
| 3  | Inghilterra (bandiera) | D     | Joe Bennett          |
| 4  | Paesi Bassi (bandiera) | D     | Ron Vlaar (Capitano) |
| 5  | Danimarca (bandiera)   | D     | Jores Okore          |
| 6  | Inghilterra (bandiera) | D     | Ciaran Clark         |
| 7  | Curaçao (bandiera)     | C     | Leandro Bacuna       |
| 8  | Inghilterra (bandiera) | C     | Tom Cleverley        |
| 9  | Belgio (bandiera)      | A     | Christian Benteke    |
| 10 | Austria (bandiera)     | A     | Andreas Weimann      |
| 11 | Inghilterra (bandiera) | A     | Gabriel Agbonlahor   |
| 12 | Inghilterra (bandiera) | C     | Joe Cole             |
| 13 | Inghilterra (bandiera) | P     | Jed Steer            |
| 14 | Svizzera (bandiera)    | D     | Philippe Senderos    |
| 15 | Inghilterra (bandiera) | C     | Ashley Westwood      |
| 16 | Inghilterra (bandiera) | C     | Fabian Delph         |
| 17 | Scozia (bandiera)      | C     | Chris Herd           |

| N. |                         | Ruolo | Calciatore        |
| -- | ----------------------- | ----- | ----------------- |
| 18 | Inghilterra (bandiera)  | D     | Kieran Richardson |
| 20 | RD del Congo (bandiera) | A     | Christian Benteke |
| 21 | Scozia (bandiera)       | D     | Alan Hutton       |
| 22 | Inghilterra (bandiera)  | C     | Gary Gardner      |
| 23 | Francia (bandiera)      | D     | Aly Cissokho      |
| 24 | Colombia (bandiera)     | C     | Carlos Sánchez    |
| 25 | Spagna (bandiera)       | C     | Carles Gil        |
| 27 | Rep. Ceca (bandiera)    | A     | Libor Kozák       |
| 28 | RD del Congo (bandiera) | C     | Charles N'Zogbia  |
| 31 | Irlanda (bandiera)      | P     | Shay Given        |
| 32 | Saint Lucia (bandiera)  | D     | Janoi Donacien    |
| 34 | Inghilterra (bandiera)  | D     | Matthew Lowton    |
| 35 | Irlanda (bandiera)      | D     | Enda Stevens      |
| 36 | Inghilterra (bandiera)  | C     | Daniel Johnson    |
| 37 | Inghilterra (bandiera)  | A     | Callum Robinson   |
| 39 | Inghilterra (bandiera)  | C     | Riccardo Calder   |
| 40 | Inghilterra (bandiera)  | C     | Jack Grealish     |

## Risultati

### Barclays Premier League
| Arbitro: | Anthony Taylor |

|  |           |             |
|  | Marcatori | 50’ Weimann |

| Birmingham 23 agosto 2014, ore 13:45 CEST 2ª giornata | Aston Villa | 0 – 0 referto | Newcastle Utd | Villa Park (30.267 spett.)\| Arbitro: \| Mike Dean \| |
| Arbitro:                                              | Mike Dean   |               |               |                                                       |

| Arbitro: | Mark Clattenburg |

|                            |           |             |
| Agbonlahor 14’ Weimann 36’ | Marcatori | 74’ Jelavic |

| Arbitro: | Lee Mason |

|  |           |               |
|  | Marcatori | 9’ Agbonlahor |

| Arbitro: | Mike Jones |

|  |           |                                          |
|  | Marcatori | 32’ Özil 34’ Welbeck 36’ (aut.) Cissokho |

| Arbitro: | Phil Dowd |

|                                      |           |  |
| Oscar 7’ Diego Costa 59’ Willian 79’ | Marcatori |  |

| Arbitro: | Chris Foy |

|  |           |                      |
|  | Marcatori | 82’ Touré 88’ Agüero |

| Arbitro: | Anthony Taylor |

|                                     |           |  |
| Jagielka 18’ Lukaku 48’ Coleman 76’ | Marcatori |  |

| Arbitro: | Lee Mason |

|                 |           |  |
| Austin 17’, 69’ | Marcatori |  |

| Arbitro: | Neil Swarbrick |

|             |           |                     |
| Weimann 16’ | Marcatori | 84’ Chadli 90’ Kane |

| Londra 8 novembre 2014, ore 16:00 CET 11ª giornata | West Ham Utd  | 0 – 0 referto | Aston Villa | Boleyn Ground (34.857 spett.)\| Arbitro: \| Jonathan Moss \| |
| Arbitro:                                           | Jonathan Moss |               |             |                                                              |

| Arbitro: | Phil Dowd |

|                |           |           |
| Agbonlahor 29’ | Marcatori | 81’ Clyne |

| Arbitro: | Graham Scott |

|                 |           |          |
| Ings 87’ (rig.) | Marcatori | 38’ Cole |

| Arbitro: | Michael Oliver |

|  |           |             |
|  | Marcatori | 32’ Benteke |

| Arbitro: | Pawson |

|                      |           |           |
| Clark 17’ Hutton 71’ | Marcatori | 13’ Ulloa |

| Arbitro: | Dean |

|             |           |  |
| Gardner 72’ | Marcatori |  |

| Arbitro: | Mason |

|             |           |            |
| Benteke 18’ | Marcatori | 53’ Falcao |

| Arbitro: | East |

|                |           |  |
| Sigurdsson 13’ | Marcatori |  |

| Birmingham 28 dicembre 2014, ore 16:00 CET 19ª giornata | Aston Villa | 0 – 0 referto | Sunderland | Villa Park (35.436 spett.)\| Arbitro: \| Atkinson \| |
| Arbitro:                                                | Atkinson    |               |            |                                                      |

| Birmingham 1º gennaio 2015, ore 16:00 CET 20ª giornata | Aston Villa   | 0 – 0 referto | Crystal Palace | Villa Park (29.047 spett.)\| Arbitro: \| Robert Madley \| |
| Arbitro:                                               | Robert Madley |               |                |                                                           |

| Arbitro: | Michael Oliver |

|                 |           |  |
| Konchesky 45+1’ | Marcatori |  |

| Arbitro: | Mark Clattenburg |

|  |           |                        |
|  | Marcatori | 24’ Borini 79’ Lambert |

| Arbitro: | Anthony Taylor |

|                                                                  |           |  |
| Giroud 8’ Özil 56’ Walcott 63’ Cazorla 75’ (rig.) Bellerín 90+2’ | Marcatori |  |

| Arbitro: | Swarbrick |

|           |           |                        |
| Okore 48’ | Marcatori | 8’ Hazard 66’ Ivanovic |

| Arbitro: | Oliver |

|                        |           |  |
| Jelavic 22’ N'Doye 74’ | Marcatori |  |

| Arbitro: | East |

|              |           |                              |
| Sinclair 20’ | Marcatori | 45’ Diouf 90+3’ (rig.) Moses |

| Arbitro: | Mason |

|           |           |  |
| Cissé 37’ | Marcatori |  |

| Arbitro: | Moss |

|                                     |           |              |
| Agbonlahor 22’ Benteke 90+4’ (rig.) | Marcatori | 66’ Berahino |

| Arbitro: | Swarbrick |

|  |           |                                      |
|  | Marcatori | 16’, 44’ Benteke 18’, 37’ Agbonlahor |

| Arbitro: | Madley |

|  |           |           |
|  | Marcatori | 87’ Gomis |

| Arbitro: | Roger East |

|                               |           |             |
| Herrera 43’, 90+2’ Rooney 79’ | Marcatori | 80’ Benteke |

| Arbitro: | Lee Probert |

|  |           |             |
|  | Marcatori | 35’ Benteke |

| Arbitro: | Craig Pawson |

|                       |           |                                 |
| Benteke 10’, 33’, 83’ | Marcatori | 7’ Phillips 55’ Hill 78’ Austin |

| Arbitro: | Mike Dean |

|                                       |           |                           |
| Agüero 3’ Kolarov 66’ Fernandinho 89’ | Marcatori | 68’ Cleverley 85’ Sánchez |

| Arbitro: | Mark Clattenburg |

|                                |           |                                  |
| Benteke 10’, 45’ Cleverley 64’ | Marcatori | 59’ (rig.) Lukaku 90+2’ Jagielka |

| Arbitro: | Lee Mason |

|               |           |  |
| Cleverley 31’ | Marcatori |  |

| Arbitro: | Robert Madley |

|                                            |           |               |
| Mané 13’, 14’, 16’ Long 26’, 38’ Pellè 81’ | Marcatori | 45+3’ Benteke |

| Arbitro: | Mike Jones |

|  |           |         |
|  | Marcatori | 6’ Ings |

### FA Cup
| Arbitro: | Chris Foy |

|             |           |  |
| Benteke 88’ | Marcatori |  |

| Arbitro: | Mike Dean |

|                     |           |              |
| Gil 51’ Weimann 71’ | Marcatori | 90+3’ Wilson |

| Arbitro: | Mark Clattenburg |

|                         |           |                |
| Bacuna 68’ Sinclair 89’ | Marcatori | 90+1’ Kramarić |

| Arbitro: | Anthony Taylor |

|                        |           |  |
| Delph 51’ Sinclair 85’ | Marcatori |  |

| Arbitro: | Michael Oliver |

|                       |           |              |
| Benteke 36’ Delph 54’ | Marcatori | 30’ Coutinho |

| Arbitro: | Jonathan Moss |

|                                                      |           |  |
| Walcott 40’ Sánchez 50’ Mertesacker 62’ Giroud 90+3’ | Marcatori |  |

### Football League Cup
| Arbitro: | Carl Boyeson |

|  |           |              |
|  | Marcatori | 87’ Vincelot |

## Statistiche

### Statistiche di squadra
| Competizione   | Punti | In casa | In casa | In casa | In casa | In casa | In casa | In trasferta | In trasferta | In trasferta | In trasferta | In trasferta | In trasferta | Totale | Totale | Totale | Totale | Totale | Totale | DR  |
| Competizione   | Punti | G       | V       | N       | P       | Gf      | Gs      | G            | V            | N            | P            | Gf           | Gs           | G      | V      | N      | P      | Gf     | Gs     | DR  |
| -------------- | ----- | ------- | ------- | ------- | ------- | ------- | ------- | ------------ | ------------ | ------------ | ------------ | ------------ | ------------ | ------ | ------ | ------ | ------ | ------ | ------ | --- |
| Premier League | 38    | 19      | 5       | 6       | 8       | 18      | 24      | 19           | 5            | 2            | 12           | 13           | 32           | 38     | 10     | 8      | 20     | 31     | 56     | -25 |
| FA Cup         | -     | 4       | 4       | 0       | 0       | 7       | 2       | 0            | 0            | 0            | 0            | 0            | 0            | 6      | 5      | 0      | 1      | 9      | 7      | +2  |
| League Cup     | -     | 1       | 0       | 0       | 1       | 0       | 1       | 0            | 0            | 0            | 0            | 0            | 0            | 1      | 0      | 0      | 1      | 0      | 1      | -1  |
| Totale         | -     | 24      | 9       | 6       | 9       | 25      | 27      | 19           | 5            | 2            | 12           | 13           | 32           | 45     | 15     | 8      | 22     | 40     | 64     | -24 |

### Statistiche dei giocatori
| Giocatore         | Premier League | Premier League | Premier League | Premier League | FA Cup   | FA Cup | FA Cup      | FA Cup     | League Cup | League Cup | League Cup  | League Cup | Totale   | Totale | Totale      | Totale     |
| Giocatore         | Presenze       | Reti           | Ammonizioni    | Espulsioni     | Presenze | Reti   | Ammonizioni | Espulsioni | Presenze   | Reti       | Ammonizioni | Espulsioni | Presenze | Reti   | Ammonizioni | Espulsioni |
| ----------------- | -------------- | -------------- | -------------- | -------------- | -------- | ------ | ----------- | ---------- | ---------- | ---------- | ----------- | ---------- | -------- | ------ | ----------- | ---------- |
| G. Agbonlahor     | 34             | 6              | 6              | 1              | 2        | 0      | 2           | 0          | 0          | 0          | 0           | 0          | 36       | 6      | 8           | 1          |
| L. Bacuna         | 19             | 0              | 1              | 0              | 6        | 1      | 2           | 0          | 1          | 0          | 0           | 0          | 26       | 1      | 3           | 0          |
| N. Baker          | 11             | 0              | 0              | 0              | 1        | 0      | 0           | 0          | 1          | 0          | 0           | 0          | 13       | 0      | 0           | 0          |
| D. Bent           | 7              | 0              | 0              | 0              | 0        | 0      | 0           | 0          | 1          | 0          | 0           | 0          | 8        | 0      | 0           | 0          |
| C. Benteke        | 29             | 13             | 1              | 1              | 5        | 2      | 0           | 0          | 0          | 0          | 0           | 0          | 34       | 15     | 1           | 1          |
| A. Cissokho       | 25             | 0              | 1              | 0              | 2        | 0      | 0           | 0          | 0          | 0          | 0           | 0          | 27       | 0      | 1           | 0          |
| C. Clark          | 25             | 1              | 9              | 1              | 4        | 0      | 1           | 0          | 0          | 0          | 0           | 0          | 29       | 1      | 10          | 1          |
| T. Cleverley      | 31             | 3              | 6              | 0              | 6        | 0      | 1           | 0          | 0          | 0          | 0           | 0          | 37       | 3      | 7           | 0          |
| J. Cole           | 12             | 1              | 0              | 0              | 2        | 0      | 0           | 0          | 1          | 0          | 0           | 0          | 15       | 1      | 0           | 0          |
| F. Delph          | 28             | 0              | 1              | 1              | 4        | 2      | 2           | 0          | 0          | 0          | 0           | 0          | 32       | 2      | 3           | 1          |
| C. Gil            | 5              | 0              | 1              | 0              | 2        | 1      | 0           | 0          | 0          | 0          | 0           | 0          | 7        | 1      | 1           | 0          |
| S. Given          | 3              | 0              | 1              | 0              | 6        | 0      | 0           | 0          | 1          | 0          | 0           | 0          | 10       | 0      | 1           | 0          |
| J. Grealish       | 17             | 0              | 0              | 0              | 6        | 0      | 1           | 1          | 1          | 0          | 0           | 0          | 24       | 0      | 1           | 1          |
| B. Guzan          | 34             | 0              | 2              | 0              | 0        | 0      | 0           | 0          | 0          | 0          | 0           | 0          | 34       | 0      | 2           | 0          |
| R. Hepburn-Murphy | 1              | 0              | 0              | 0              | 0        | 0      | 0           | 0          | 0          | 0          | 0           | 0          | 1        | 0      | 0           | 0          |
| A. Hutton         | 30             | 1              | 8              | 0              | 4        | 1      | 2           | 0          | 1          | 0          | 0           | 0          | 35       | 2      | 10          | 0          |
| M. Lowton         | 12             | 0              | 2              | 0              | 1        | 0      | 0           | 0          | 0          | 0          | 0           | 0          | 13       | 0      | 2           | 0          |
| C. N'Zogbia       | 27             | 0              | 3              | 0              | 4        | 0      | 2           | 0          | 0          | 0          | 0           | 0          | 31       | 0      | 5           | 0          |
| J. Okore          | 23             | 1              | 6              | 0              | 5        | 0      | 1           | 0          | 0          | 0          | 0           | 0          | 28       | 1      | 7           | 0          |
| K. Richardson     | 22             | 0              | 2              | 1              | 3        | 0      | 0           | 0          | 1          | 0          | 0           | 0          | 26       | 0      | 2           | 1          |
| C. Sánchez        | 28             | 1              | 7              | 1              | 4        | 0      | 0           | 0          | 1          | 0          | 0           | 0          | 33       | 1      | 7           | 1          |
| P. Senderos       | 8              | 0              | 2              | 0              | 0        | 0      | 0           | 0          | 1          | 0          | 0           | 0          | 9        | 0      | 2           | 0          |
| S. Sinclair       | 9              | 1              | 0              | 0              | 3        | 2      | 0           | 0          | 0          | 0          | 0           | 0          | 12       | 3      | 0           | 0          |
| J. Steer          | 1              | 0              | 0              | 0              | 0        | 0      | 0           | 0          | 0          | 0          | 0           | 0          | 1        | 0      | 0           | 0          |
| R. Vlaar          | 20             | 0              | 4              | 1              | 3        | 0      | 0           | 0          | 0          | 0          | 0           | 0          | 23       | 0      | 4           | 1          |
| A. Weimann        | 31             | 3              | 5              | 0              | 3        | 1      | 0           | 0          | 1          | 0          | 0           | 0          | 35       | 4      | 5           | 0          |
| A. Westwood       | 27             | 0              | 4              | 0              | 6        | 0      | 1           | 0          | 1          | 0          | 0           | 0          | 34       | 0      | 5           | 0          |